# George Lebese
George Lebese (Mamelodi, 3 febbraio 1989) è un ex calciatore sudafricano, di ruolo centrocampista.

## Carriera

### Club
Ha giocato nella massima serie sudafricana.

### Nazionale
Nel 2011 ha esordito in nazionale.